# Abraham Schapira

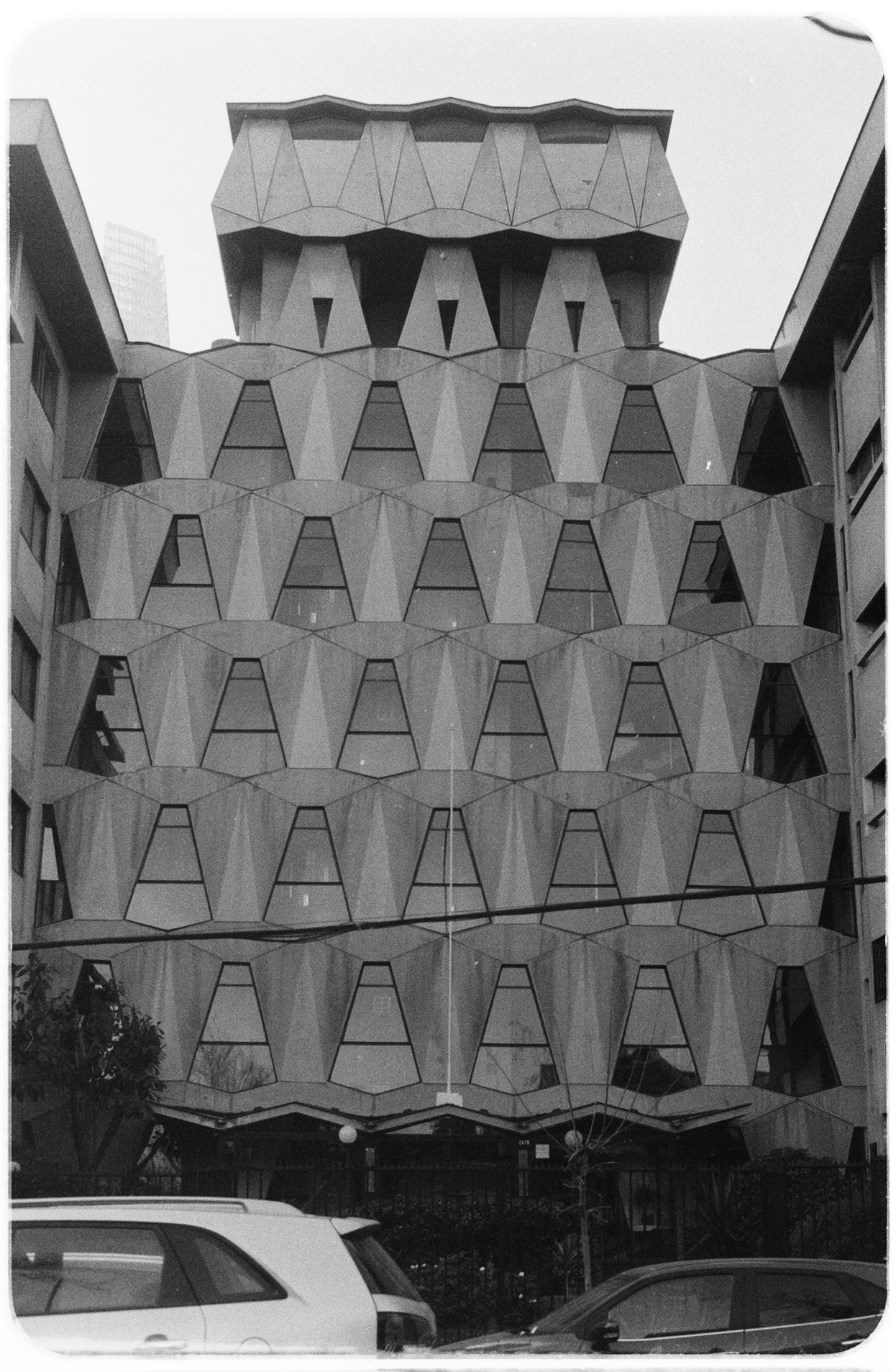
Edificio Pio X de los arquitectos Schapira y Eskenazi, ubicado en la comuna de Providencia, Santiago.

Abraham Schapira Spaisky (Valparaíso, 1922- Santiago, 2 de marzo de 2016) fue un arquitecto y profesor universitario chileno. Fue uno de los activistas más destacados en el proceso de reforma universitaria a la carrera de Arquitectura en 1945-1946, también conocida como "la reforma del '46", junto a colegas como Hernán Behm Rosas y Miguel Lawner Steiman. 
Durante la década de los 50, junto a su esposa, y colega, Raquel Eskenazi, fundó la oficina de arquitectura Schapira Eskenazi Arquitectos, también conocida como SEA, donde también participaron los arquitectos chilenos León Messina Eskenazi (época SEM), y luego Mario Lifschitz Gidansky (época SEL). La oficina marcó un hito en la gestión arquitectónica de la época, al incorporar la gestión, diseño, construcción y venta de conjuntos habitacionales.
En 1963 junto a una treintena de arquitectos y técnicos creó la revista independiente de arquitectura AUCA (Arquitectura, Urbanismo, Construcción y Arte). Dicha revista tuvo por objetivo retomar el debate arquitectónico en Chile, interrumpido desde la desaparición de la revista Arquitectura y Construcción en 1950. La revista AUCA tomó los principios de orientación modernista y consideró la arquitectura como una herramienta clave para disminuir brechas sociales y económicas.
Entre sus fuentes de inspiración, se cuentan las ideas de Le Corbusier, Mies van der Rohe y Frank Lloyd Wright.
En noviembre de 2014, recibió la medalla Medalla Claude Françoise Brunet de Baines otorgada por la Facultad de Arquitectura de la Universidad de Chile (FAU)  por su trayectoria profesional y docente, y por liderar la Reforma curricular del año 1946.
En 2018, de forma póstuma, la Facultad de Arquitectura, Diseño y Estudios Urbanos de la Pontificia Universidad Católica de Chile, publicó sus memorias profesionales tituladas "Schapira Eskenazi Arquitectos, SEA - SEM - SEL: Obra Cincuentenaria".

## Obras representativas
- Edificio Holanda II (Santiago)
- Edificio Los Leones 80 (Santiago)
- Edificio Pio X (Santiago).
- Edificio El Bosque 2 (Santiago)

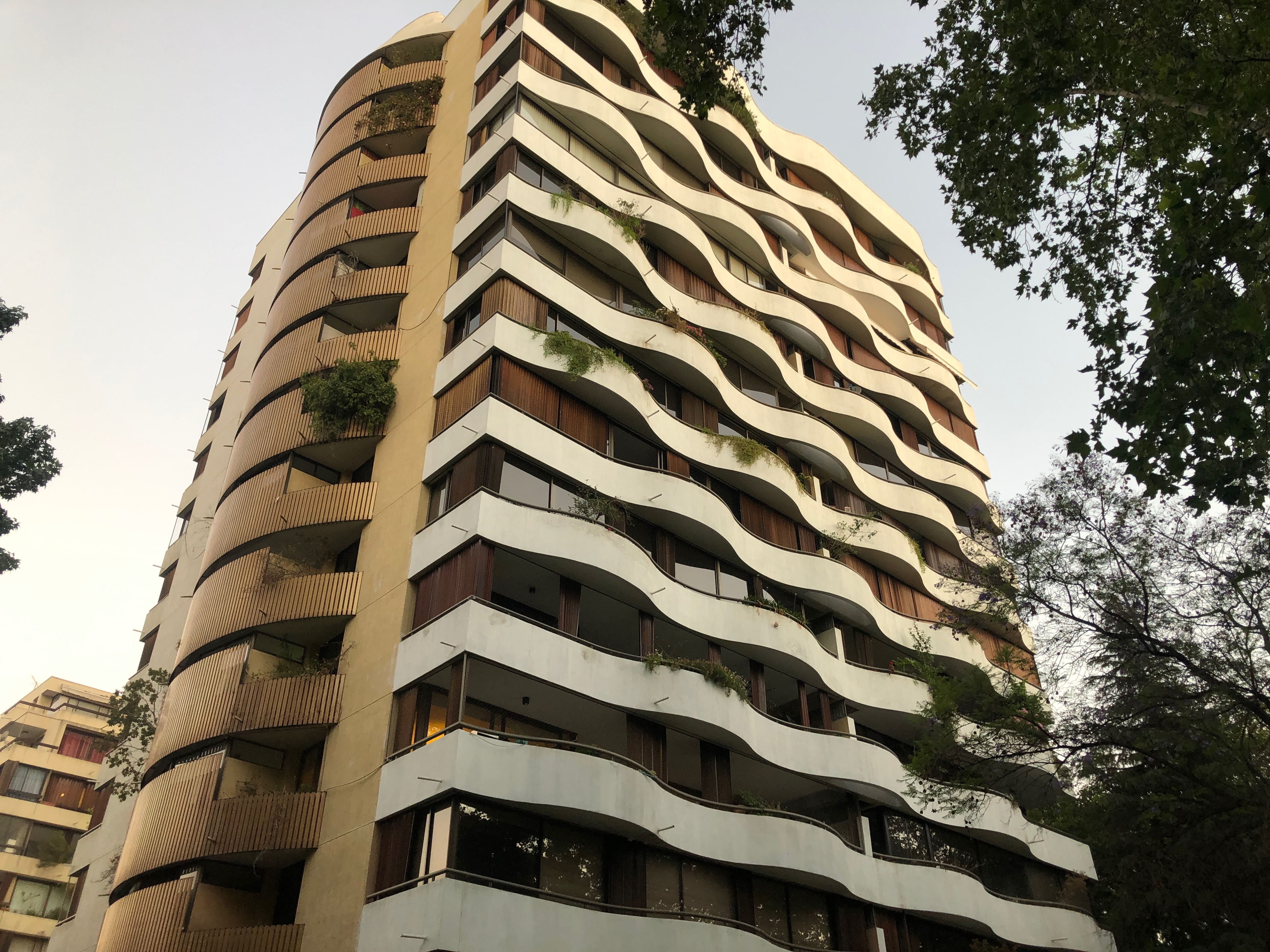
Edificio El Bosque 2 (Av. El Bosque 352, Santiago), diseñado por los arquitectos Schapira, Eskenazi y Lifschitz.

- Conjunto Montecarlo (Viña del Mar)
- Edificios Atalaya (Viña del Mar)
- Edificio Ultramar (Viña del Mar)
- Edificio Hanga Roa (Viña del Mar)
- Edificio de la Caja de Empleados (Concepción)
- Conjunto habitacional Arturo Soria (Madrid)